# Ілово (Мядельський район)
Ілава (біл. вёска Ілава) — село в складі Мядельського району Мінської області, Білорусь. Село підпорядковане Будславській сільській раді, розташоване в північній частині області.